# Ceraclea seikunis
Ceraclea seikunis är en nattsländeart som först beskrevs av Kobayashi 1987.  Ceraclea seikunis ingår i släktet Ceraclea och familjen långhornssländor. Inga underarter finns listade i Catalogue of Life.